# X Company
X Company (en español: Campamento X), es una serie de televisión húngara-canadiense transmitida del 18 de febrero del 2015 hasta el 15 de marzo del 2017 por medio de la cadena CBC Television. La serie fue creada por Mark Ellis y Stephanie Morgenstern.
Ambientada en los años de la Segunda Guerra Mundial trató sobre cinco reclutas que son entrenados como agentes secretos de los aliados en un campo de entrenamiento cerca del lago Ontario y luego enviados a varias misiones.
La serie contó con la participación invitada de los actores Andreas Pietschmann, Francis Magee, Maryam d'Abo, Juliet Stevenson, Ashley Charles, Craig Parkinson, Elsa Mollien, entre otros.
El 31 de marzo de 2016 la CBC anunció que la serie había sido renovada para una tercera temporada de 10 episodios, la cual fue estrenada el 11 de enero de 2017. El 1 de septiembre de 2016 también anunciaron que la tercera temporada sería la última de la serie.

## Historia
La serie se basó en "Camp X", una instalación de entrenamiento para fuerzas especiales y paramilitares que realmente existió entre las localidades de Whitby y Oshawa, en Ontario, Canadá, desde 1941 hasta 1969.
Durante el final de la primera temporada el equipo se ve comprometido, cuando Siobhan se reencuentra con Harry y le revela que la gestapo sabe todo acerca de ellos y sobre la memoria de Alfred, luego de que ella le contara todo al oficial alemán Franz Faber; cuando el equipo es acorralado, los soldados atrapan a Alfred y aunque Aurora recuerda las palabras de Sinclar: Alfred nunca puede ser atrapado vivo, es incapaz de dispararle, por lo que Alfred es arrestado. Por otro lado Neil y Tom logran huir de los policías alemanes luego de salvar un camión con gente judía que estaba siendo enviada a campos de exterminio, sin embargo en el proceso Tom recibe un disparo. También se revela que Rene está vivo.
Mientras que el oficial alemán Franz Faber, se ve en el dilema de salvar o no a su hijo Ulli, cuando el oficial Viktor Forst descubre que tiene una discapacidad.
Durante la segunda temporada el equipo luchará por recuperarse, prácticamente aislados en comunicación con el "Camp X": Aurora está devastada por la captura de Alfred, Harry se culpa a sí mismo por haberle revelado la verdad a Shioban (una agente enemiga), mientras que la habilidad de Neil para luchar se ve comprometida luego de verse obligado a matar a un amigo alemán y la vida de Tom está en la cuerda floja luego de ser herido al final de la temporada pasada.
Por otro lado de vuelta en el campamento, Sinclair se da cuenta de que tendrá que tomar riesgos sin precedentes para salvar a Alfred antes de que este se rompa bajo la tortura alemana. Y Krystina luchará por controlar el daño de los hechos, luego de enterarse de que los aliados están dependiendo de sus agentes secretos para ayudar a sentar las bases para una invasión a la Francia ocupada por alemanes.

## Personajes

### Personajes principales
| Évelyne Brochu   | Sgt. Aurora Luft | Miembro de la Resistencia             | Especialista Encubierto                   | 28 | 2015 - 2017 | Viva   |  |                       |                   |                           |   |    |             |   |
| Jack Laskey      | Alfred Graves    | Miembro de la Resistencia             | Memoria Perfecta / Descifrador de Códigos | 28 | 2015 - 2017 | Vivo   |  |                       |                   |                           |   |    |             |   |
| Warren Brown     | Neil Mackay      | Miembro de la Resistencia             | Combate / Armas                           | 28 | 2015 - 2017 | Vivo   |  |                       |                   |                           |   |    |             |   |
| Connor Price     | Harry James      | Miembro de la Resistencia / Ingeniero | Explosivos / Código Morse                 | 22 | 2015 - 2017 | muerto |  | Lara Jean Chorostecki | Krystina Breeland | Miembro de la Resistencia | - | 24 | 2015 - 2017 | - |
| Hugh Dillon      | Duncan Sinclair  | Miembro de la Resistencia             | -                                         | 22 | 2015 - 2017 | -      |  |                       |                   |                           |   |    |             |   |
| Torben Liebrecht | Franz Faber      | Oberführer / Soldado Alemán           | -                                         | 24 | 2015 - 2017 | Muerto |  |                       |                   |                           |   |    |             |   |
| Livia Matthes    | Sabine Faber     | Esposa de Franz                       | -                                         | 21 | 2015 - 2017 | -      |  |                       |                   |                           |   |    |             |   |

### Personajes recurrentes
| Actor            | Personaje                        | Ocupación                 | N.º de episodios | Temporada   | Notas  |
| ---------------- | -------------------------------- | ------------------------- | ---------------- | ----------- | ------ |
| Basil Eidenbenz  | Edsel                            | Soldado Alemán            | 13               | 2016 - 2017 | -      |
| Karen Gagnon     | Alice                            | Miembro de la Resistencia | 11               | 2015 - 2017 | -      |
| Morten Suurballe | Obergruppenführer Ulrich Schmidt | General Alemán            | 9                | 2017        | -      |
| Sara Garcia      | Miri                             | Miembro de la Resistencia | 7                | 2015 - 2017 | Muerta |
| Pierre Kiwitt    | Brigadeführer Oster              | Soldado Alemán            | 7                | 2016 - 2017 | -      |
| Madeleine Knight | Heidi Adler                      | General Alemán            | 7                | 2017        | Muerta |
| Aylin Tezel      | Zosia                            | -                         | 6                | 2017        | -      |
| Julia Folta      | Ania                             | -                         | 4                | 2017        | -      |
| Nina Yndis       | Irena                            | -                         | 4                | 2017        | -      |

### Antiguos personajes principales
| Actor           | Personaje          | Ocupación                              | Especialidad           | N.º de episodios | Temporada   | Estado |
| --------------- | ------------------ | -------------------------------------- | ---------------------- | ---------------- | ----------- | ------ |
| Dustin Milligan | Tom Cummings       | Miembro de la Resistencia / Publicista | Propaganda / Seducción | 18               | 2015 - 2016 | Muerto |
| François Arnaud | Sgt. Rene Villiers | Miembro de la Resistencia / Periodista | -                      | 4                | 2015 - 2016 | Muerto |

### Antiguos personajes recurrentes
| Actor                  | Personaje                   | Ocupación                 | N.º de episodios | Temporada   | Estado |
| ---------------------- | --------------------------- | ------------------------- | ---------------- | ----------- | ------ |
| Adrian Lukis           | Lt. Col. George Mayhew      | Miembro de la Resistencia | 7                | 2015 - 2016 | -      |
| Julian Michael Deuster | Viktor Forst                | Soldado Alemán            | 6                | 2015 - 2016 | Muerto |
| Lili Bordán            | Kate                        | Miembro de la Resistencia | 6                | 2015        | -      |
| Jamie Maclachlan       | George Stirling             | Soldado Británico         | 4                | 2016        | Muerto |
| Jack Fayter            | Capt. Conrad Ackley         | Soldado Británico         | 4                | 2016        | Muerto |
| Vinzenz Wagner         | Klaus Frommer               | Soldado Alemán            | 3                | 2016        | Muerto |
| Emily Taaffe           | Siobhan                     | Enfermera                 | 3                | 2015 - 2016 | Muerta |
| Bence Tarkó            | Ulli Faber                  | Hijo de Franz             | 3                | 2015        | Muerto |
| Daniel Collard         | Krüger                      | Soldado Alemán            | 3                | 2016        | -      |
| Rick Okon              | Rolf                        | Soldado Alemán            | 2                | 2015        | Muerto |
| Christopher Lakewood   | Ltd. Danny Simpson          | Soldado Británico         | 1                | 2016        | Muerto |
| Florian Fitz           | Major. Jonas Kiefer         | -                         | 1                | 2015        | -      |
| Philip Bulcock         | Sturmbannführer Richter     | Soldado Alemán            | 1                | 2015        | Muerto |
| Elen Rhys              | Josee                       | Miembro de la Resistencia | 1                | 2015        | Muerta |
| Honor Kneafsey         | Annie                       | -                         | 1                | 2015        | Viva   |
| Urs Rechn              | Generalfeldmarschall Brandt | General Alemán            | 1                | 2016        | -      |

## Premios y nominaciones
| Año  | Categoría                                                                                  | Premio                | Nominado (a)     | Resultado |
| ---- | ------------------------------------------------------------------------------------------ | --------------------- | ---------------- | --------- |
| 2016 | Best Performance by an Actor in a Featured Supporting Role in a Dramatic Program or Series | Canadian Screen Award | Torben Liebrecht | Ganó      |
| 2015 | Picture Editing - Television Series                                                        | DGC Craft Award       | Lisa Grootenboer | Nominada  |
| 2015 | Sound Editing - Television Series                                                          | DGC Craft Award       | X Company        | Nominado  |

## Producción
La serie fue creada por Mark Ellis y Stephanie Morgenstern.
La primera temporada de X Company se filmó en Budapest, Hungría, desde agosto de 2014 hasta noviembre del mismo año.
El 4 de marzo de 2015 se anunció que la serie había sido renovada para una segunda temporada, la cual estuvo conformada por 10 episodios y fue estrenada el 27 de enero del 2016. Las filmaciones comenzaron en julio del 2015. Se anunció que algunos de los directores de la segunda temporada serán la actriz Amanda Tapping, Kelly Makin y Andy Mikita.

## Emisión
Se emitió por primera vez el 18 de febrero de 2015 por la cadena CBC Television.
Desde septiembre del 2015 la The History Channel emite la serie para América Latina.

### Emisión en otros países
| País   | Cadenas             | Fecha de Inicio                                                             | Fecha de Finalización |
| ------ | ------------------- | --------------------------------------------------------------------------- | --------------------- |
| México | The History Channel | septiembre de 2015 (1.ª temporada) 20 de septiembre de 2016 (2.ª temporada) | -                     |